# タオル

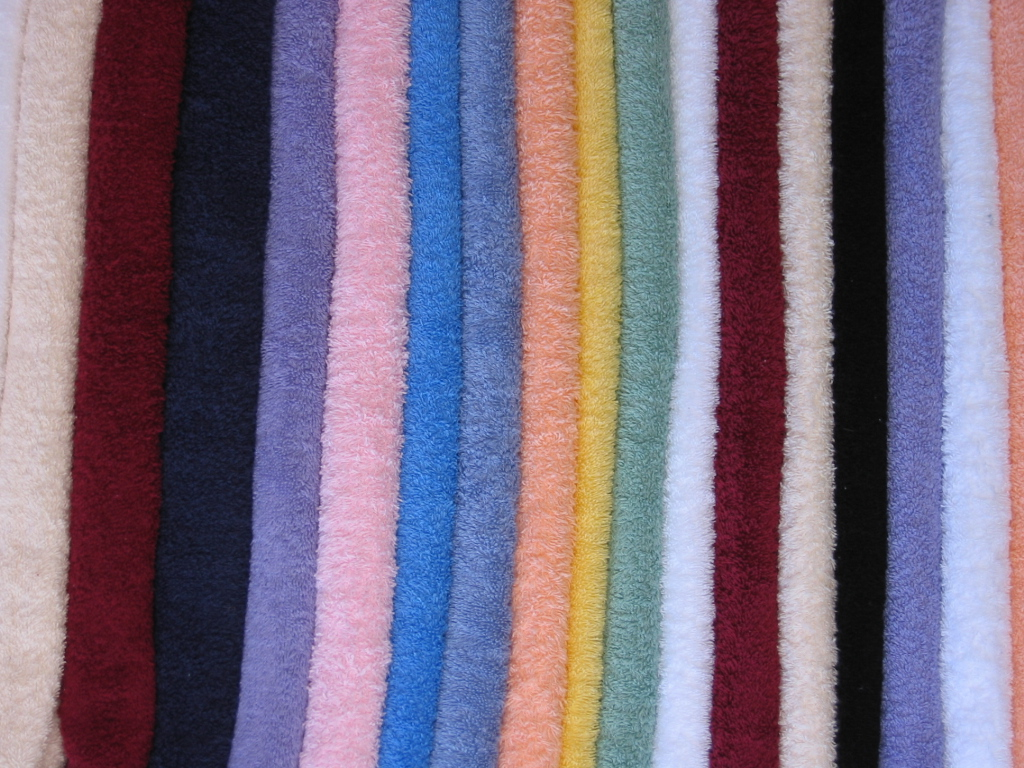
色とりどりのタオル

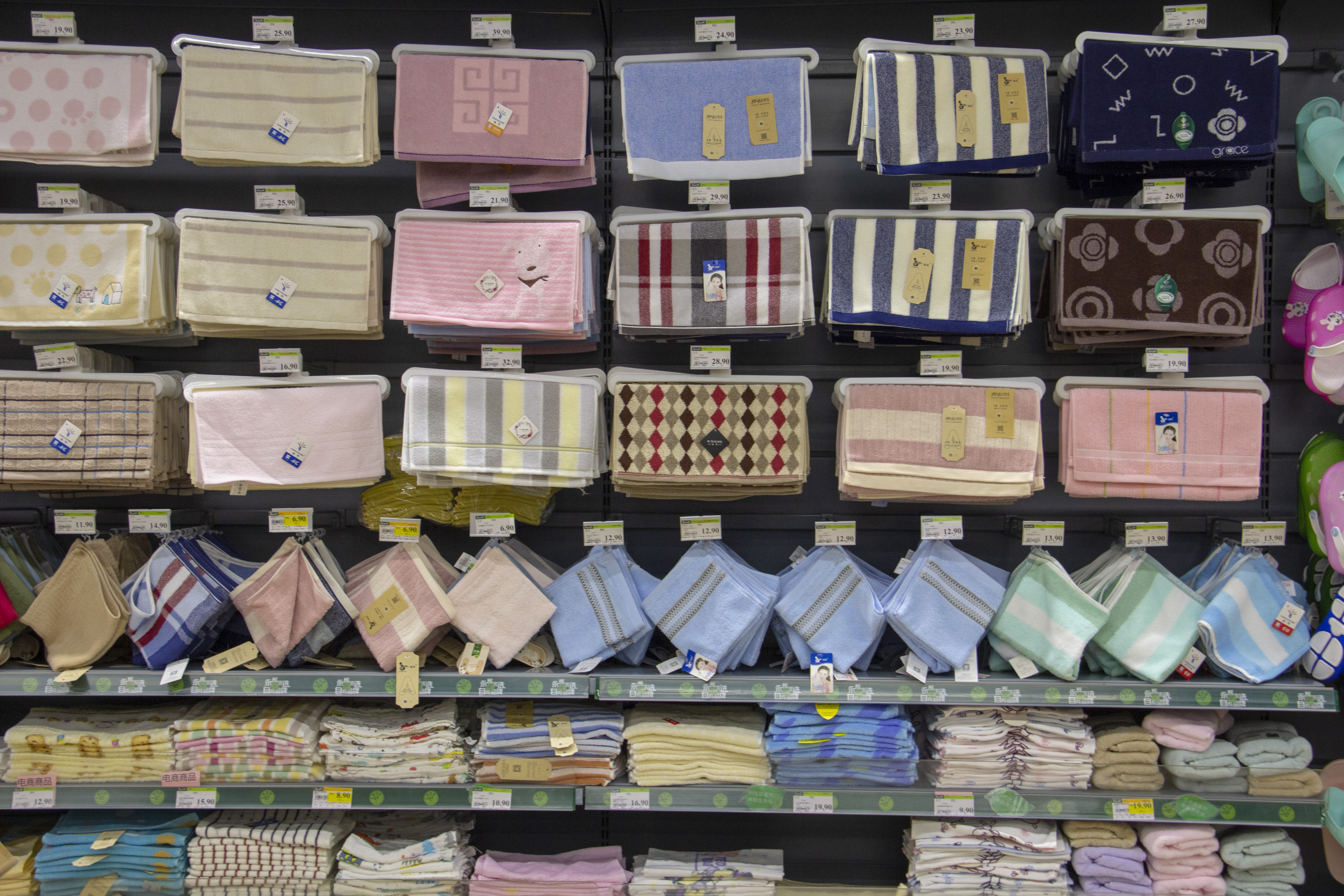
陳列されるタオル

タオル（英: towel）とは、タオル地（テリータオル地）と呼ばれるパイルの構造を有する繊維製品。サイズ・用途によってフェイスタオル、バスタオル、ビーチタオル、スポーツタオルなどに分類できる。また毛布としてのタオルケットがある。
タオルは、吸水性や肌触りに特化するため、その多くでは表面にループ状の細かい糸（輪奈）が飛び出している布地で、基となっている布地は粗く通気性に富むものが一般的である。用途によって基となっている部分の厚みに違いも見られるが、起毛部分は数ミリメートル程度で、全体の厚みは1センチメートル以内というのが主だが、特に風合いや高級感を増すために長い起毛を持っている・あるいは起毛部分を減らした手ぬぐいのような製品も見られる。布地の性質についてはタオル地を参照。

## 用途
用途としては濡れたものを拭くために使ったり、または濡らして汚れをふき取ったりするためにも使われる。ことに肌触りが良いことから人の体を拭くために利用されており、用途にもよって様々な製品が流通している。安価な製品では数回洗っただけで伸びたり縒れたりするが、特に頻繁に洗濯することを前提とした衛生用品としてのタオルでは丈夫な下地を持ち、洗っても風合いが損なわれ難い。なお、日本では入浴時に体を洗うための道具としてタオル系の製品が利用されているが、欧米では手にせっけんを付けて体を洗うのが一般的である。
また、日本においては、安価で使い勝手がよく何処の家庭でも邪魔にならずに利用してもらえるとして、引っ越しや年始の挨拶回り、内祝、歳暮などに渡す物、あるいは企業の宣伝で利用される粗品の定番となっている。また製品にも拠るが価格が安く、意匠も施し易いなどの点で、企業などでは印刷による名入れのタオルや、起毛部分を調節して企業名をあしらったものなどもあり、ホテルや旅館などの宿泊施設では特注の名入りタオルを使っているところも少なくない。企業ノベルティとして、意匠を凝らした高級タオルを配付する企業も見られる。
J-POPやロックを専門とするアーティストが、オフィシャルグッズとしてタオルを販売する事例が多く見られる。意図としては、ライブの際に観客含む参加者が身につけるタオルのデザインを統一することで、会場の一体感を演出しようというものである。さらに、ライブにおいてアップテンポな曲調の楽曲を演奏する際に、観客が全員でタオルを高い位置でプロペラのように振り回すことで、自分が楽しんでいることを示す、会場全体の一体感や良い雰囲気を促進するなどの用途がある。
ボクシングでは、試合続行が不可能と判断した自陣のセコンドが、リング内に白いタオルを投げ入れることで、試合放棄を表明する。記録上ではTKOと表記され、ノックアウト負けとして扱われる（詳細はノックアウトの項を参照）。ボクシングのみならず、ムエタイ、キックボクシング等の打撃系格闘技、総合格闘技等の打撃のある格闘技のほとんどはこのタオル投入による試合放棄のシステムを取り入れている。
なお、使い古したタオルは起毛が伸びて飛び出してしまったり、または洗い晒して繊維が固くなったりして、風合いも損なわれてしまうが、家庭では雑巾の材料として利用される事がある。またタオルを使った縫ぐるみを手芸で作る人もいる。家庭から排出されたタオルはリサイクルによって細かく裁断され再生紙の原料に使われるほか、ウエスと呼ばれる、工場などで製品から汚れを落としたり、機械、工具などを清掃したりするための布として使用される。

## 種類
タオル地を使った製品は多い。ただ、この内でタオルと認識され呼ばれるものは四角く単純な一枚布のものである。正方形から長方形、あるいは大きさで、またはタオル地の性質にも拠り幾つかの区分けされた呼び方がある。
ハンドタオル
ウォッシュタオル、ハンカチタオル、タオルハンカチとも言う。ハンカチの大きさのタオル。ハンカチとしての用途のほか、体を洗うのにも使う。意匠を凝らした製品も多く、ギフト用としても利用され、またタオル地としても比較的しっかりしたものが多い。安価なものでは布地は弱いものの、それでも縁縫いがあるため伸びたり縒れたりし難い。
フェイスタオル
いわゆる「洗面用タオル」である。洗顔料などで顔を洗ってすすいだ後に顔を拭いたり、頭に巻いたりと幅広く使うことが出来る。特にフェイスタオルでは洗面に特化して柔らかい起毛を持ち顔の皮膚を刺激せずに拭くことが出来、また吸水性も高い専用の製品が見られる。大きさは手ぬぐいと同じくらいで幅約30センチメートル・長さ75センチメートルほどで、多少ばらつきがあるものの大きさ的に似通っており、畳んで収納する際には大体同じ大きさに収まる。安価に大量生産されているため、入手もし易く粗品として利用されるのも概ねこの大きさである。
ボディタオル
体を洗うためのタオル。大きさはフェイスタオルと同じぐらいで、石鹸やボディソープを付けて使う。素材は主に、麻・綿・絹・ナイロンなど。素材によって泡立ちや洗い心地がちがう。
バスタオル
一般的なタオルよりもだいぶ大きく、体に巻くと大人でも胴体が隠れるほど。大きさにも幾つか在り、特に長い起毛で柔らかい風合いの製品が主である。贈答用にも使われ、高級ブランドともなると刺繍が施されている場合もある。安価な製品でも比較的厚手のタオル地が使われる。
スポーツタオル
一般的なタオルよりやや大きい製品が主となり、また手拭い的なタオルでは両端に起毛部分のないもの（主に粗品として名入れ印刷するための余白）もあるが、スポーツタオルではそれが無い。意匠を凝らした製品は無い反面で厚手のタオル地は織りや染色がしっかりしており、運動でかいた汗を拭くためのものでもあるため、繰り返しの洗濯でも色褪せや伸びが出難く、よく洗って清潔にしやすい。
ビーチタオル
バスタオルのようなものだが、水泳する際などに使う面でスポーツタオル的な性格も持ち、体の下に敷いて使うなどもするため、やや厚手のもの。
ラップタオル

大きなバスタオルにゴムを縫いつけ、両端にはスナップを取り付け、留められるように作られたスカート状のタオル。
マフラータオル
スポーツタオルの縦を半分にしたものが一般的で、マフラーのように細長い形状となっている。スポーツやライブコンサートの応援グッズとして用いられる。
タオルケット

タオル地ではあるが体を拭くためのものではなく、就寝時にかいた汗を素早く吸収することで安眠することが出来る。ただしタオル地の常として通気性が良いため、冬場の保温性は期待できない。起毛が長く密なものから、通気性の良い薄いものまで様々あり、色合いも様々である。
タオルマット
体を拭くものではなく、床にひいて使う。起毛は短く密で、また生地がしっかりしている。風呂場の脱衣場などに敷かれ、体を拭く際に床に垂れた飛沫を吸い取る。ユニットバスなどトイレと浴槽が一緒になっているところでは、床面は基本的に水を流す所ではない（こぼれた滴を集める排水口はある）ため、ユニットバス床面に置かれる場合もある。
アートタオル
アート作品をタオル地にプリントした製品。ハンドタオルやフェイスタオルとしての用途向きのものもあるほか、タペストリーのように室内装飾に用いる大判のものなど完全にインテリア製品として販売されているものもある。
上記のほか、大阪タオル工業組合サイトによれば、フランスには幅15センチメートル・20センチメートルほどでミトンのように手を挿して使う袋状のタオルがあるという。このタオルは入浴用で、「ガン・ド・トワレット」と呼ばれ、体を洗う際に使う。同サイトによれば「洗面台の汚れを拭き取る」ために雑巾に再利用するようになった。
また日本の奈良県には、子供が体操着の下に着用する「マラソンタオル」がある。寒中マラソンなどでかいた汗を吸収させ、終了後に背中側から引き抜く。保護者の手作りが多い。

## 材質
一般に広く使われているのは綿である。そのほか、吸水性を向上したものでは、ナイロンやポリエステルが使われる。また、ナイロンやポリエステルの繊維を特殊加工して、吸水性をさらに向上したものがある。この他にもカゼインを利用するなど特殊な素材で吸水性に特化した製品もあり、特に女性や乳幼児など皮膚がデリケートな人向けに造られたものも見られる。
そのほか、医療/介護用途として不織布のタオルがある。

## 産地
タオル地の産地は軽工業の盛んな地域に集中する。

### 世界
米国では大量生産に即している製品が多いが、綿製品の生産で培った技術による生地の厚い製品が多く、中国がやや薄く極めて安価な製品を大量生産し供給しているが、2000年代辺りより技術供与や提携などで技術力をつけたメーカーによる、日本製と変わらない品質の製品も見られる。

### 日本
一般的に日本のタオルは織機技術の高さが優れ、意匠を凝らしたものなど小ロット対応も盛んである。

#### 今治

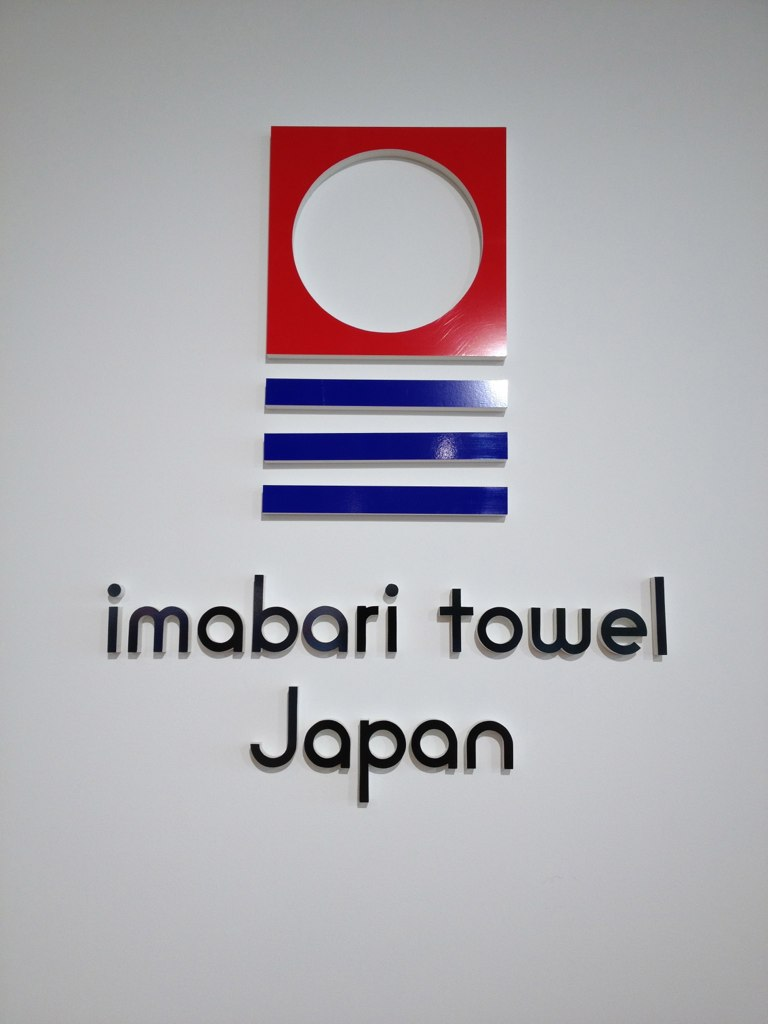
「今治タオル」ロゴマーク

愛媛県今治市を中心に西条市、松山市などで生産され、地域団体商標は「今治タオル」。今治市に今治タオル工業組合が設置され、2016年現在で110社が加盟、生産数量は12036トン。1960年に泉州を抜き、日本最大のタオル産地となっている。国産タオルの6割弱のシェアを有する。
1894年に阿部平助が綿ネル機械を改造しタオル生産を開始したのが始まりである。1918年に中村忠左衛門がジャガード織機を初めて今治に導入し、「織る→晒す→染める」という従来の製法を改め、今治の豊富な水資源を生かした「晒す→染める→織る」という「先晒し先染め」の製法を確立。さらに1922年に愛媛県工業講習所に産業技官として赴任した菅原利鑅の技術指導によって織り柄による自由な表現を可能とする今治タオルの特徴が創生された。現在でも「先晒し先染め」や複雑で繊細な柄を表現する技術を得意とするのは今治のタオル産地の特徴となっている。
高い技術力を活かし1970年代からは有名海外ブランドのタオルを受託するOEM生産が増加したが、バブル崩壊に加えて、中国など安価な製品の流入により1991年をピークに今治のタオル生産量は減少に転じた。1995年には今治の生産数量は輸入数量に逆転され、1980年代まで1割程度だった輸入品のシェアは2000年代に入って8割近くまで上昇し、今治のタオルメーカーは次々と倒産・廃業に追い込まれた。
産地が存亡の危機を迎える中で、2006年に経済産業省の「JAPANブランド育成支援事業」に採択され「今治タオルプロジェクト」を開始した。総合プロデューサーに佐藤可士和を迎え、今治タオルのブランディングを進めている。今治タオル工業組合の設けた基準を満たした製品に対しては「今治タオル」のブランドマークの付与している他、国内外への見本市の出展や今治タオル南青山店などのオープン、タオルソムリエ資格試験の実施などの取組みが行われている。
ブランディングの効果によって今治のタオル生産量は2009年の9,381トンを底に増加に転じた。また四国経済産業局および今治タオル工業組合の調査では、今治タオルの認知度はプロジェクト開始前の2004年の36.6%から、2012年には71%へと上昇した。
2015年から開催されている女子メジャーのANAインスピレーションの優勝者に与えられるローブは今治製となっている。

#### 泉州
大阪府泉佐野市を中心に泉南市、熊取町などで生産され、地域団体商標は「泉州タオル」。泉佐野市に大阪タオル工業組合が設置され、2016年現在で95社が加盟、生産数量は8583トン。日本のタオル産業発祥の地で、国産タオルの4割強のシェアを有する。
1887年、里井圓治郎がテリーモーションによる打出機を考案し、タオル生産が開始された。製織後に漂白する後晒タオル。
国内製造産地として、中国産の影響で、苦境に立たされているが、薬品をほとんど使わないタオルを製品化するなどの努力を続けた結果、品質の高さから企業の贈答品向けの生産などが増えている。また、2006年に大阪府下では初めてとなるJAPANブランド育成支援事業の認定を受けている。
なお、タオル生産の根幹となるタオル織機は、その多くが津田駒工業社製の織機を使用している。レピアやシャトル織機も残るが、多くはZA207Tiなどのエアジェット織機が多く、最近ではZAX9100Terryと呼ばれる最新のエアジェット織機が導入されつつある。

#### 三重県
1904年頃からタオル生産が開始され、1920年までは生産量で泉州につぐ全国第2位だったが、家内工業主体で量産体制が確立できず脱落した。現在は愛媛県、大阪府についで全国第3位の生産高で、高い技術力により時代の求めているタオルを製造している。北勢タオル工業協同組合は2003年に解散している。

## タオル関連施設
- タオル美術館ICHIHIRO
  - 2000年4月に、タオルメーカー（一広株式会社）が愛媛県越智郡朝倉村（現・今治市）にオープンした美術館。タオルを用いた数々の芸術作品などを展示している。